# Royal Scottish Academy

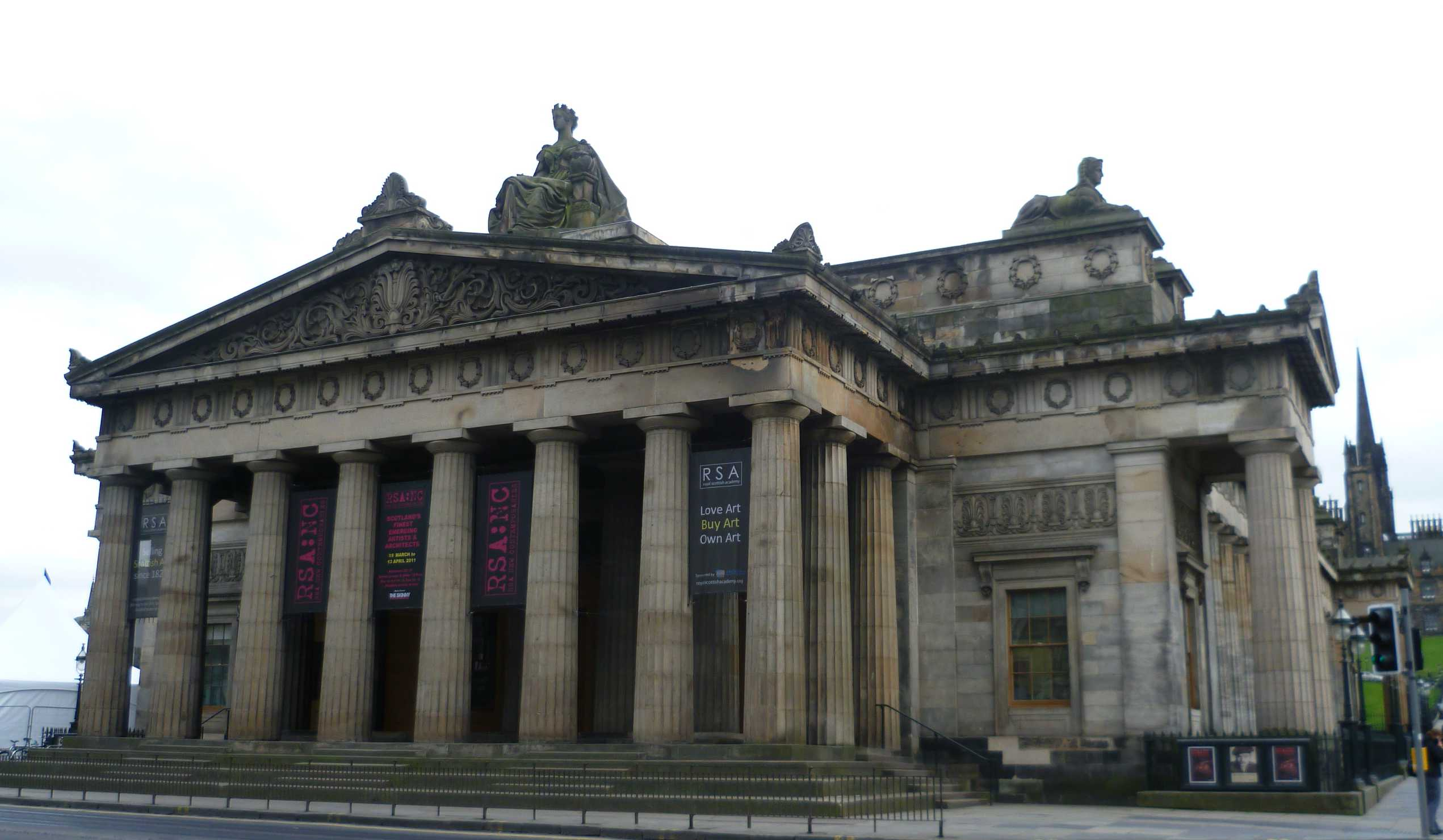
Le bâtiment de Royal Scottish Academy, vue depuis le sud.

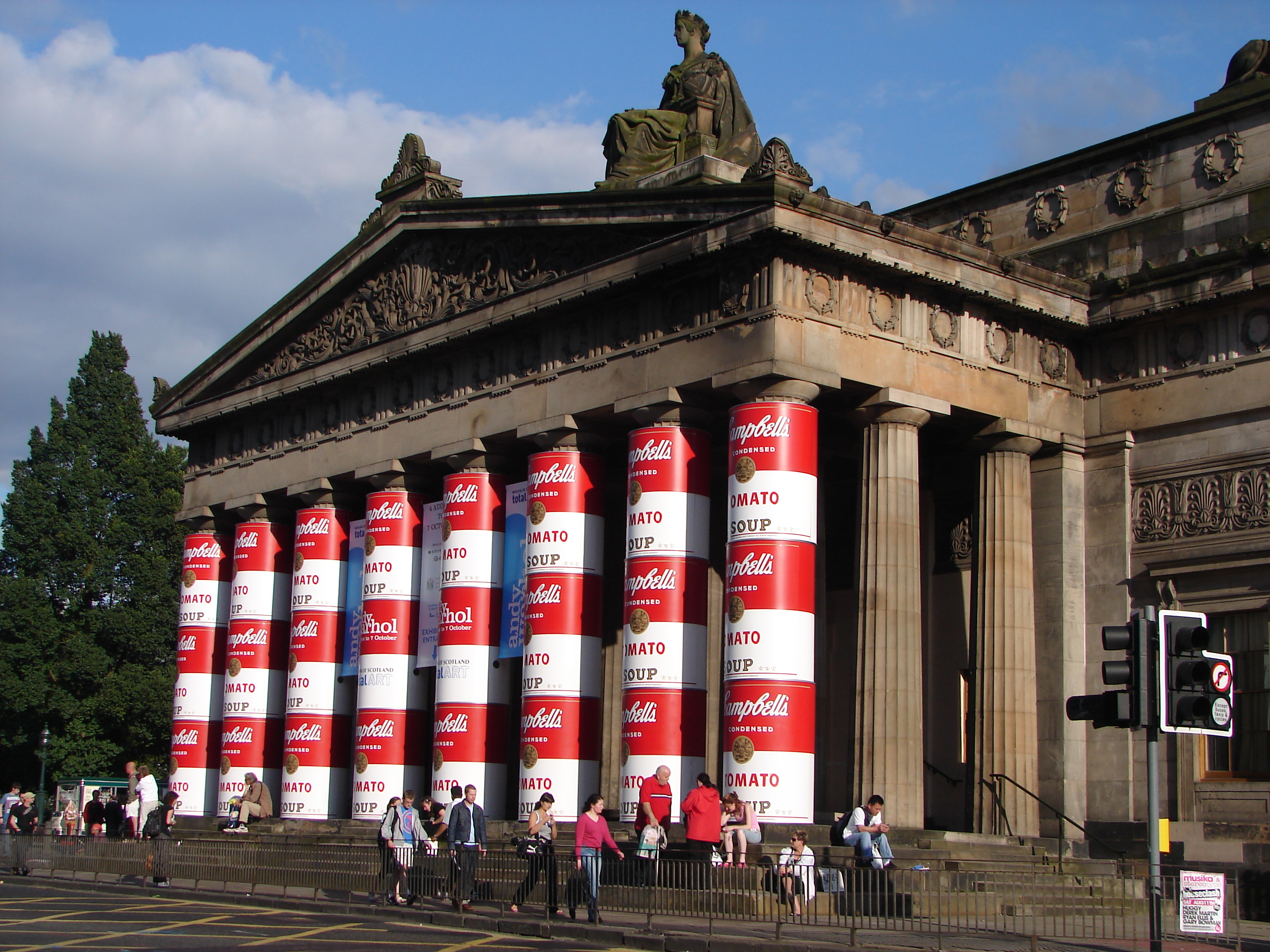
Le portique nord, spécialement décoré pour l'exposition dédiée à Andy Warhol

La Royal Scottish Academy (RSA) est l'académie des beaux-arts nationale d'Écosse. Elle promeut l'art contemporain du pays.
Fondée en 1819 sous le nom de Royal Institution for the Encouragement of the Fine Arts in Scotland, elle est renommée Scottish Academy en 1826. Elle reçoit la charte royale en 1838, ce qui l'autorise à s'appeler Royal Scottish Academy.
La RSA maintient une position unique dans le pays en tant qu'institution fondée de manière indépendante par d'éminents artistes et architectes pour promouvoir et soutenir la création, la compréhension et la jouissance des arts visuels au travers d'expositions et d'événements éducatifs associés.

## Fonctions
En plus d'un programme d'expositions, la RSA octroie des bourses d'études, des prix et des résidences pour artistes qui vivent et travaillent en Écosse. La collection historique de l'institution contient d'importantes œuvres ainsi que de nombreuses archives qui font ou permettent de faire chronique la chronique de l'art et de l'architecture en Écosse depuis sa création, qui sont hébergées dans le National Museums Collection Centre de Granton et sont disponibles aux chercheurs sur rendez-vous. Des collections historiques sont régulièrement exposées.

## Localisation
Depuis 1911, l'institution est hébergée dans le Royal Scottish Academy Building (en), sur la colline The Mound (en), à Princes Street, Édimbourg, adjacent à la Galerie nationale d'Écosse. Le bâtiment est géré par les Galeries nationales d'Écosse, mais l'ordonnance de 1910 octroie à la RSA l'administration permanente des bureaux du bâtiment. L'espace d'exposition est partagé tout au long de l'année avec la Galerie nationale d'Écosse et d'autres organisations (Exhibiting Societies of Scottish Artists). Le bâtiment, dessiné par William Henry Playfair, a été rénové dans le cadre du Playfair Project au début des années 2000.

## Académiciens
La Royal Scottish Academy est gérée par d'éminents membres artistes et architectes qui encadrent une sélection d'artistes contemporains écossais. Les membres sont connus comme « académiciens » (Academicians) et ce titre leur concède le droit d'utiliser les lettres post-nominales « RSA » ; le président utilise les lettres « PRSA » et quand il quitte son poste, « PRSA » (Past President of the RSA). Les académiciens sont élus à l'Académie par leurs pairs. Il existe aussi le titre d'Académicien honoraire (Honorary Academician, « HRSA »).
Après les amendements de 2005 à la Charte supplémentaire, une fois que les Associés (Associates, « ARSA ») ont fourni une œuvre de présentation dans la collection permanente de la RSA, ils deviennent membres complets de l'Académie.

## Présidents
- 1826–1837 : George Watson
- 1837–1850 : William Allan
- 1850–1864 : John Watson Gordon
- 1864–1876 : George Harvey
- 1876–1882 : Daniel Macnee
- 1882–1891 : William Fettes Douglas
- 1891–1902 : George Reid
- 1902–1919 : James Guthrie
- 1919–1923 : J. Lawton Wingate
- 1923–1933 : George Washington Browne
- 1933–1944 : George Pirie
- 1944–1950 : Frank Mears
- 1950–1959 : William Oliphant Hutchison
- 1959–1964 : William MacTaggart
- 1964–1973 : ?
- 1973–1983 : Robin Philipson
- 1983–1990 : Anthony Wheeler
- 1990–1998 : William James Laidlaw Baillie
- 1998–2007 : Ian McKenzie-Smith
- 2007–2012 : Bill Scott
- 2012- : Arthur Watson